# Косалма
Ко́салма (карел. Kossalm) — деревня в Прионежском районе Республики Карелия, административно входит в состав Шуйского сельского поселения.
Деревня располагается на автодороге Петрозаводск-Марциальные Воды на узком перешейке между Кончозером и Укшозером. В черте деревни находится искусственная протока (салма) между данными озёрами.

## История
В начале XVIII века в протоке между Кончезером и Укшозером работала мукомольная водяная мельница крестьянина Башева .
Имелись часовни во имя святых первоверховных апостолов Петра и Павла и великомученицы Параскевы, нареченной Пятницы..
Выдающийся российский лингвист, профессор, член Российской академии наук Филипп Фёдорович Фортунатов впервые посетил деревню Косалма в 1883 году. Регулярно проводил здесь летние месяцы с 1895 года. Скончался в Косалме 20 сентября (3 октября) 1914 года и похоронен здесь же.

## Население
| 1873 | 2002 | 2009 | 2010 | 2013 |
| ---- | ---- | ---- | ---- | ---- |
| 71   | ↗78  | ↘53  | ↘45  | ↗54  |